# Jaroslava Vráblíková
Jaroslava Vráblíková (* 18. září 1939, Praha) je česká ekoložka a profesorka krajinného inženýrství.
Zabývá se trvale udržitelnými formami hospodaření v krajině a problematikou revitalizace krajiny poškozené hospodářskou činností (zejména v regionu severních Čech). Podílela se na založení Univerzity Jana Evangelisty Purkyně v Ústí nad Labem, kde se rovněž zasadila o založení Fakulty životního prostředí.V současné době působí na Katedře přírodních věd Fakulty životního prostředí Univerzity J. E. Purkyně.

## Vzdělání
- 1957 – 1962 Vysoká škola zemědělská Brno agronomická fakulta
- 1967 – 1973 externí vědecká aspirantura – Vysoká škola zemědělská Praha
- 1972 – 1974 postgraduální vzdělávání – Vysoká škola zemědělská Brno
- 1991 – CSc. II.A – Vědecký kvalifikační stupeň II.A ČSAV
- 1995 – Doc. – habilitace v oboru ekologie, FEE Technická univerzita Zvolen
- 2002 – Prof. – obor krajinné inženýrství, Slovenská polnohospodárská univerzita Nitra[2]

## Zaměstnání
- 1962 – 1974 konzultantka, poradenství v zemědělství okresy Teplice, Most, Ústí n. L.
- 1974 – 1986 vědecká pracovnice - Ústav pro vědeckou soustavu hospodaření Praha
- 1987 – 1991 vědecká pracovníce - Ústav pro životní prostředí Ústí n. L.
- 1991 – Fakulta životního prostředí, Univerzita J. E. Purkyně Ústí n. L.
- 1991 – 1993 děkanka
- od roku 1994 do 31. května 2015 – vedoucí katedry přírodních věd
- od 1. června 2015 – profesorka katedry přírodních věd[2]

## Citát
Ekologie je úcta k životu: ne jen člověk, ale také to všechno kolem.